# Leucanella burmeisteri
Leucanella burmeisteri är en fjärilsart som beskrevs av Weyenburgh. 1886. Leucanella burmeisteri ingår i släktet Leucanella och familjen påfågelsspinnare. Inga underarter finns listade i Catalogue of Life.